# 天秤座4
天秤座4，又名CD-2411637，HD 129433、SAO 182795、HR 5484，是天秤座的一颗恒星，视星等为5.73，位于銀經332.75，銀緯31.32，其B1900.0坐标为赤經14h 37m 26.6s，赤緯-24° 31.32′ 17″。